# Ljekova
Ljekova (cyr. Љекова) – wieś w Bośni i Hercegowinie, w Republice Serbskiej, w mieście Trebinje. W 2013 roku liczyła 8 mieszkańców.